# Sophonisba (Trissino)
Sophonisba és una tragèdia (de 2.093 versos), escrita en italià per Gian Giorgio Trissino entre 1514 i 1515 i publicada el 1524. La primera representació (en francès) es va fer el 1556, al castell de Blois. L'estrena de l'original italià va tenir lloc el 1562 a Vicenza, durant el Carnaval. Se la considera la primera tragèdia en italià.
L'acció té lloc a Cirta, ciutat de la costa de Numídia.

## Personatges
- Sophonisba
- Herminia
- Cor de dones de Cirta
- Un familiar de Syphace
- Un missatger
- Massinissa
- Lelio
- Un altre missatger
- Catone
- Scipione
- Syphace
- Un familiar de Sophonisba
- Una serventa de Sophonisba

Sophonisba fa el pròleg.